# Litewski Związek Rolników i Zielonych
Litewski Związek Rolników i Zielonych (lit. Lietuvos valstiečių ir žaliųjų sąjunga, LVŽS) – litewska partia polityczna, reprezentująca nurt agrarny i centrowy. Do 2012 działała pod nazwą Litewski Ludowy Związek Chłopski (lit. Lietuvos valstiečių liaudininkų sąjunga, LVLS).

## Historia
Partia, jako jednolite ugrupowanie, została założona z inicjatywy byłej premier Kazimiery Prunskienė. Powstała w 2005 z przekształcenia Związku Partii Chłopskiej i Nowej Demokracji (lit. Valstiečių ir Naujosios demokratijos partijų sąjunga, VNDPS). Swoją nazwą nawiązała do przedwojennej organizacji, utworzonej w 1922 z połączenia stronnictwa chłopskiego i ludowych demokratycznych socjalistów.
VNDPS funkcjonował od 2001 jako federacja Litewskiej Partii Chłopskiej i Partii Nowej Demokracji z Kazimierą Prunskienė na czele. Oba ugrupowania utworzyły wspólną frakcję w Sejmie kadencji 2000–2004, następnie pod tym szyldem startowały w kolejnych wyborach. Od 2001 związek uczestniczył też w rządach Algirdasa Brazauskasa i Gediminasa Kirkilasa.
W wyborach prezydenckich, przeprowadzonych w 2004, z ramienia partii wystartowała jego liderka Kazimiera Prunskienė, która w pierwszej turze otrzymała 21,4% głosów, zaś w drugiej 47,4% głosów, przegrywając z Valdasem Adamkusem. W tym samym roku związek, zdobywając 7,4% głosów, wprowadził jednego przedstawiciela do Parlamentu Europejskiego, który przyłączył się do frakcji Unii na Rzecz Europy Narodów. W wyborach parlamentarnych w październiku 2004 wynik 6,6% pozwolił uzyskać 5 mandatów z listy krajowej, tylu samo kandydatów federacji weszło do parlamentu z okręgów jednomandatowych.
W 2005 oba ugrupowania formalnie wyrejestrowały się, a ich wspólna inicjatywa przyjęła nazwę Litewski Ludowy Związek Chłopski. W wyborach samorządowych w 2007 z wynikiem 141 mandatów w skali kraju ludowcy zajęli piąte miejsce. W wyborach parlamentarnych w 2008 partia uzyskała 3,73% głosów i nie przekroczyła wyborczego progu. Trzech jej przedstawicieli uzyskało mandaty, wygrywając w okręgach większościowych. W 2009 partia nie uzyskała mandatów w PE. Do tegoż roku kierowała nią Kazimiera Prunskienė, następnie przewodnictwo w partii objął były poseł na Sejm Ramūnas Karbauskis. W styczniu 2012 Litewski Ludowy Związek Chłopski zmienił swą nazwę na Litewski Związek Rolników i Zielonych. W 2011 do samorządu dostało się 147 przedstawicieli partii.
W wyborach w 2012 lista krajowa nie przekroczyła ponownie progu wyborczego, w okręgach jednomandatowych wygrała tylko Rima Baškienė. Dwa lata później wynik na poziomie około 6,6% pozwolił partii na uzyskanie jednego mandatu w PE VIII kadencji. W 2015 LVŽS zdobył 136 mandatów radnych w litewskich samorządach.
W 2016 z partią związał się były minister Saulius Skvernelis, a także grupa rozpoznawalnych polityków (m.in. Povilas Urbšys i Valerijus Simulik). Ugrupowanie zaczęło zyskiwać w badaniach opinii publicznej. W wyborach parlamentarnych w tym samym roku Litewski Związek Rolników i Zielonych zajął drugie miejsce z wynikiem 21,5% (19 mandatów), nieznacznie ustępując Związkowi Ojczyzny. Partia odniosła jednak sukces w drugiej turze głosowania w okręgach jednomandatowych, wprowadzając z nich kolejnych 37 swoich przedstawicieli (w tym dwóch startujących formalnie jako niezależni). Zawiązała następnie koalicję rządową z Litewską Partią Socjaldemokratyczną, współtworząc rząd na czele z Sauliusem Skvernelisem.
W 2019 ugrupowanie wprowadziło z własnych list 216 radnych do litewskich samorządów. Popierany przez partię w wyborach prezydenckich w tym samym roku Saulius Skvernelis przegrał w pierwszej turze głosowania (zajmując trzecie miejsce), zadeklarował następnie podanie się do dymisji w lipcu 2019 (ostatecznie pozostał jednak na czele gabinetu). W wyborach do PE w 2019 związek z wynikiem 12,6% głosów uzyskał dwuosobową reprezentację w PE IX kadencji.
W wyborach w 2020 związek z wynikiem 17,4% głosów, przegrał z konserwatystami. Uzyskał łącznie 32 mandaty (16 z listy krajowej i 16 w okręgach jednomandatowych). W konsekwencji partia w tym samym roku znalazła się w opozycji. W wyborach lokalnych w 2023 mandaty radnych uzyskało 185 kandydatów związku. W wyborach europejskich w 2024 partia dostała 9,1% głosów (co przełożyło się na 1 miejsce w PE kolejnej kadencji). W wyborach do Sejmu w tym samym roku LVŽS otrzymał 7,0% głosów, uzyskując 8 miejsc w krajowym parlamencie (w tym 2 w okręgach jednomandatowych).
W styczniu 2025 ugrupowanie przystąpiło do Partii Europejskich Konserwatystów i Reformatorów. W marcu tegoż roku nowym przewodniczącym formacji został Aurelijus Veryga.